# Ichioku-nen Button wo Rendashita Ore wa, Kizuitara Saikyou ni Natteita
Ichioku-nen Button wo Rendashita Ore wa, Kidzuitara Saikyou ni Natteita ~Rakudai Kenshi no Gakuin Musou~ (一億年ボタンを連打した俺は、気付いたら最強になっていた ～落第剣士の学院無双～?), también conocida como I Kept Pressing the 100-Million Button and Came Out on Top en inglés, es una serie japonesa de novelas ligeras escritas por Shuichi Tsukishima. Comenzó a serializarse en línea el 1 de febrero de 2019 en el sitio web de publicación de novelas generadas por usuarios Shōsetsuka ni Narō. Posteriormente fue adquirida por Fujimi Shobō, que publicó la serie en papel con ilustraciones de Mokyudes desde el 19 de octubre de 2019 bajo su sello Fujimi Fantasia Bunko. Una adaptación a manga con arte de Shidō Yuutarō se ha serializado en línea a través del sitio web Young Ace Up de Kadokawa Shōten desde el 25 de febrero de 2020, y se ha recopilado en cuatro volúmenes tankōbon hasta el momento. Tanto la novela ligera como el manga están licenciados en Norteamérica por Yen Press.

## Sinopsis
A pesar de que practica todo el día, Allen Rodol está a punto de reprobar la Academia Grand Swordcraft debido a su total falta de talento, y para empeorar las cosas, el prodigio de la peor clase lo desafía a un duelo donde es ganar o enfrentar la expulsión. Sin embargo, la noche antes de su duelo, un misterioso ermitaño le otorga un botón que le dará cien millones de años para entrenar en una realidad alternativa cuando lo presione. Allen con todas sus dudas presiona ese botón, después de experimentar su efecto siguió presionando el botón muchas veces. ¡Ahora, con más de mil millones de años de práctica directa en su haber, el mundo está a punto de ver lo que realmente puede hacer el «Reject Swordsman»!

## Personajes
Allen Rodol (アレン・ロドーレ Aren Rodōre?)
Conocido como «Reject Swordsman», Allen es un joven de quince años y tiene cabello negro y ojos marrones afilados. Fue negado constantemente por los profesores y otros estudiantes. Su única razón para tolerar ese trato fue por su madre, que luchó tanto para mantenerlo e inscribirlo en la escuela. A pesar de su naturaleza tranquila y serena, Allen puede perder los estribos si alguien habla mal de sus padres, lo que lo llevó a su duelo con Dodriel Barton. Mientras entrenaba con su espada para prepararse para el duelo, se encuentra con una persona misteriosa y de aspecto anciano que se hace llamar el Ermitaño del Tiempo. Le da a Allen cierto botón misterioso que lo lleva a otro mundo que tiene un millón de años para entrenar. Allen sigue presionando el botón hasta que entrena durante 100 millones de años. Gana tanta experiencia y se vuelve lo suficientemente fuerte como para ser invitado a la «Thousand Blade Academy».
Lia Vesteria (リア・ヴェステリア Ria Vuesuteria?)
Lia es la Princesa del Reino de Vesteria y actual anfitriona del Rey Dragón Primordial, Fafnir. Su escuela afiliada es High King Style. Actualmente es estudiante de Thousand Blade Academy, donde primero se convirtió en compañera de clase y luego compañera de cuarto de Allen Rodol, luego de perder en un duelo contra él, donde el perdedor debe obedecer al ganador. Es una hermosa y gentil quinceañera de figura más voluptuosa, ojos azul claro y piel blanca como la nieve; ella tiene el pelo largo y rubio atado en dos colas con una cinta de color rojo vino. Ella parece ser luchadora, de sangre caliente y rápida para enojarse, posiblemente debido a su crianza protegida, ya que se la mostró discutiendo con Allen, después de que accidentalmente entró en su vestidor e incluso llegó a querer que él fuera su esclavo. Después de que se resuelve el malentendido, ella gradualmente le habla abiertamente con amabilidad. Ella es excepcionalmente femenina y directa con Allen y luego desarrolló fuertes sentimientos por él.
Rose Valencia (ローズ・バレンシア Rōzu Barenshia?)
Rose es la sucesora legítima de la 17.ª generación del arte secreto, el Estilo de Espada Única Sakura Blossom, y cazarrecompensas. Es una hermosa y digna joven de quince años, de complexión delgada, ojos rojos y cabello plateado mezclado con rosa, que se extiende hasta su espalda. A pesar de ser aclamada como una genio, Rose no muestra la misma arrogancia o chulería que los demás, sino que es vista como una mujer amable y tranquila, popular en su ciudad natal. Ella tiene una fuerte creencia en el trabajo duro cuando se trata de la esgrima, no mirar hacia abajo en Allen, que utiliza una forma autodidacta. Prefiere mantener la calma y la paciencia, es raro ver a Rose perder los estribos en una situación. También tiene un fuerte sentido del bien y del mal, haciendo lo que sea necesario para defender a los inocentes y hacer lo correcto. Bajo su exterior frío y tranquilo, tiene un ardiente espíritu de lucha y una vena competitiva, que a menudo se muestra durante sus interacciones con Allen y Lia. Una debilidad notable de ella es ser incapaz de despertarse por la mañana, siendo algo lenta en las clases hasta que se despierta por completo. Al igual que Lia, Rose ha desarrollado fuertes sentimientos por Allen, a menudo actuando fuera de carácter cuando recibe elogios de él.
Reia Lasnote (レイア・ラスノード Reia rasunōdo?)
Es la presidenta de una de las Cinco Academias de la capital, «Thousand Blade Academy». Es una persona astuta que sabe sacar partido de la situación. A pesar de ser astuta, Reia es bastante débil en el trabajo cerebral y no tan buena con las conversaciones. Cuando aún era joven, una gran organización criminal llamada «Scarlet Rain», hirió a un espadachín que puede decirse que era el mejor amigo de Reia. Cuando se enteró de la noticia, ignoró indignada la oposición de todos a su alrededor y asaltó sola la sede de la organización. Como resultado, Scarlet Rain, con la que los Caballeros Sagrados tuvieron dificultades durante muchos años, fue destruida en una sola noche. Es uno de los actos de valor más famosos de Reia.
No.18 ( Nanbā 18?)
Un criado encargado de los asuntos varios de Reia. Es un criminal de clase A que ha sido condenado a prisión con trabajos forzados durante 100 años por espiar en el baño de chicas varias veces. Aunque es un pervertido, No.18 es un alumno de Thousand Blade Academy y un buen espadachín.
Ferris Dorhein (フェリス・ドラハイン Ferisu dorahain?)
Ella es la presidenta de una de las Cinco Academias en la capital, la «Ice King Academy». Ferris es astuta, y además de eso, lo que más odia es perder con Reia.
Shido Jukurius (シドユークリウス Shido yūkuriusu?)
Originalmente era un huérfano nacido en un barrio pobre, y conoció a Ferris por casualidad en varias ocasiones, y lo protegió desde que tenía entonces cinco años. Después, creció siendo un poco travieso por darle demasiada libertad, pero Ferris le quería de verdad. Shido también siente una gran deuda de gratitud hacia Ferris, que lo crio, y la llama señorita. Tiene unos oídos agudos que incluso pueden oír una voz grave y de tono frío. Se enfada si alguien le ridiculiza y no duda en matarlo.
Dodriel Barton (ドドリエル・バートン Dodorieru bāton?)
Es el hijo mayor de la Casa del Barón Barton. Es un niño mimado y arrogante que mira por encima del hombro a los que están por debajo de él. Tiene el pelo azul a la espalda. Solía despreciar a Allen Rodol por considerarlo un fracasado. Después del duelo con Allen, su pelo azul que estaba severamente dañado, lo ató detrás de su rostro. Y tenía una gran cicatriz de espada que atravesaba su rostro bien parecido.

## Contenido de la obra

### Novela ligera
Ichioku-nen Button wo Rendashita Ore wa, Kizuitara Saikyou ni Natteita es escrita por Shuichi Tsukishima. Comenzó su serialización en línea el 1 de febrero de 2019 en el sitio web de publicación de novelas generadas por usuarios Shōsetsuka ni Narō . Más tarde fue adquirida por Fujimi Shobo, que ha publicado la serie con ilustraciones de Mokyu bajo su sello Fujimi Fantasia Bunko el 19 de octubre de 2019. Hasta el momento se han lanzado nueve volúmenes. La novela ligera tiene licencia en Norteamérica por Yen Press.
| Volúmenes de novelas ligeras publicadas | Volúmenes de novelas ligeras publicadas | Volúmenes de novelas ligeras publicadas                                   |
| Número                                  | Fecha de publicación                    | ISBN                                                                      |
| --------------------------------------- | --------------------------------------- | ------------------------------------------------------------------------- |
| 1                                       | 19 de octubre de 2019                   | ISBN 9784040733180                                                        |
| 2                                       | 20 de diciembre de 2019                 | ISBN 9784040733197                                                        |
| 3                                       | 20 de febrero de 2020                   | ISBN 9784040735870                                                        |
| 4                                       | 19 de junio de 2020                     | ISBN 9784040736488 (edición regular) ISBN 9784040736471(edición especial) |
| 5                                       | 17 de octubre de 2020                   | ISBN 9784040738130                                                        |
| 6                                       | 20 de febrero de 2021                   | ISBN 9784040738147                                                        |
| 7                                       | 18 de junio de 2021                     | ISBN 9784040741437                                                        |
| 8                                       | 20 de noviembre de 2021                 | ISBN 9784040741444                                                        |
| 9                                       | 20 de abril de 2022                     | ISBN 9784040744469                                                        |

### Manga
Una adaptación a manga con arte de Shidō Yuutarō se serializa en línea a través del sitio web Young Ace Up de Kadokawa Shōten desde el 25 de febrero de 2020. Kadokawa Shōten recopila sus capítulos individuales en volúmenes tankōbon. El primer volumen se publicó el 26 de octubre de 2020, y hasta el momento se han lanzado cuatro volúmenes. El manga también tiene licencia en Norteamérica por Yen Press.
| Volúmenes de novelas ligeras publicadas | Volúmenes de novelas ligeras publicadas | Volúmenes de novelas ligeras publicadas |
| Número                                  | Fecha de publicación                    | ISBN                                    |
| --------------------------------------- | --------------------------------------- | --------------------------------------- |
| 1                                       | 26 de octubre de 2020                   | ISBN 9784041107027                      |
| 2                                       | 26 de mayo de 2021                      | ISBN 9784041110492                      |
| 3                                       | 26 de enero de 2022                     | ISBN 9784041120149                      |
| 4                                       | 26 de agosto de 2022                    | ISBN 9784041128565                      |